# Björn Larsson (keramiker)
För andra betydelser, se Björn Larsson (olika betydelser).
Björn Michael Larsson, född 9 maj 1954 i Umeå, är en svensk keramiker, som är verksam i Bjuröklubb i Skellefteå kommun. 
Björn Larsson växte upp i Danderyd utanför Stockholm och utbildade sig på Nyckelviksskolan i Stockholm, där han inspirerades av keramikern Grete Möller (1915–2000) att inrikta sig på krukmakeri. Han har också varit lärling i hos krukmakaren Kennet Williamsson (född 1951) i Zinkgruvan.
Björn Larsson har deltagit i utställningar som Slöjdsommar på Liljevalchs konsthall i Stockholm 1992, en Ikea-utställning i New York 1994 och The Line i Linlithgow i Skottland 1998.  Han fick 1992 Västerbottens läns landstings kulturstipendium och blev 2010 hedersdoktor vid Umeå Universitet.